# Michael Moorcock
Michael Moorcock (Londres, Inglaterra, 18 de Dezembro de 1939) é um escritor britânico de ficção científica e fantasia que se manifesta como sendo políticamente vinculado à filosofia anarquista.
Criador do personagem Elric, de Jerry Cornelius, e de uma infinidade de outros. Em suas histórias é comum o conceito de Multiverso e o mito do Campeão Eterno.
Além da sua carreira de escritor, ele foi o editor da revista britânica de ficção científica New Worlds , no período de maio de 1964 a março de 1971 e novamente de 1976 a 1996. Moorcock fomentou o desenvolvimento do movimento de ficção científica "New Wave" no Reino Unido, mais voltada para o experimentalismo e mostrando como as mudanças tecnológicas afetavam a sociedade, e que teria tido influência direta no desenvolvimento do gênero cyberpunk nos Estados Unidos.
Ele também tem uma carreira musical iniciada nos anos 1970, com a banda Michael Moorcock & The Deep Fix, além de ter colaborado, escrevendo letras ou atuado como membro nas bandas Hawkwind , Blue Öyster Cult e Spirits Burning.

## Biografia
Michael Moorcock nasceu em Londres em 18 de dezembro de 1939.
Moorcock é o ex-marido da escritora Hilary Bailey , com quem teve três filhos: Sophie n.1963, Katherine n.1964 e Max m. 1972. Ele também é o ex-marido de Jill Riches, que mais tarde se casou com Robert Calvert. Ela ilustrou alguns dos livros de Moorcock, incluindo capas, incluindo a sobrecapa Gloriana. Em 1983, ele se causou pela terceira vez, com a americana Linda Steele.
Na década de 1990, Moorcock mudou-se para o Texas, nos Estados Unidos. Ele passa metade do ano no Texas, a outra metade em Paris.

## Obra literária
Em 1957, aos 17 anos, Moorcock tornou-se editor da revista Tarzan Adventures (um semanário juvenil nacional apresentando texto e histórias em quadrinhos de Tarzan), onde publicou pelo menos uma dúzia de suas próprias histórias de "Sojan, o Espadachim" durante aquele ano e o seguinte. Aos 18 anos (em 1958), ele escreveu o romance de fantasia alegórica The Golden Barge, que só foi publicado em 1980. Aos 19 anos de idade Moorcock também editou a Sexton Blake Library. Sua primeira publicação em formato de livro foi o The Sundered Worlds de 1965, uma expansão de uma história publicada previamente na revista Science Fiction Adventures de novembro de 1962.
Moorcock foi o editor da revista de ficção científica New Worlds a partir de maio de 1964 até março de 1971, e novamente no período de 1976 a 1996. Sob sua liderança, a revista tornou-se central para a ficção científica "New Wave". Esse movimento promoveu um estilo literário e uma visão existencial da mudança tecnológica, em contraste com a " ficção científica dura ", que extrapolou sobre a própria mudança tecnológica. Algumas histórias da "New Wave" não eram reconhecíveis como ficção científica tradicional, e New Worlds permaneceu controverso enquanto Moorcock o editou.
Durante esse tempo, ele publicou usando o nome " James Colvin", que também foi usado por outros críticos da New Worlds o "pseudônimo coletivo" , um " pseudônimo doméstico " que também foi usado por outros críticos do Novo Mundo. Em 1967 ele recebeu Prémio Nebula pela novela Eis o Homem.

### Elric de Melniboné e o campeão eterno
Os trabalhos mais vendidos de Moorcock foram as histórias de " Elric de Melniboné ". Nestes, Elric é uma reversão deliberada de clichês encontrados em romances de aventura de fantasia inspirados nas obras de JRR Tolkien.
Central para muitos de seus romances de fantasia, incluindo seus livros de Elric, é o conceito de um " Campeão Eterno ", que tem múltiplas identidades em universos alternativos. Esta cosmologia é chamada de " Multiverso " em seus romances. O Multiverso lida com polaridades primordiais, como bem e mal, lei e caos, e ordem e entropia.
O sucesso de Elric ofuscou seus outros trabalhos, embora ele tenha trabalhado os temas das histórias de Elric em seus outros trabalhos (os romances "Lua Gavião" e "Corum", por exemplo). E Elric aparece nos ciclos de Jerry Cornelius e Dançarinos no Fim dos Tempos. Sua sequência de Campeão Eterno foi coletada em duas edições diferentes de volumes, totalizando 16 livros (a edição dos EUA tinha 15 volumes, enquanto a edição britânica tinha 14 volumes, mas devido a várias questões de direitos, a edição dos EUA continha dois volumes que não foram incluídos na edição britânica, e a edição britânica também continha um volume que não foi incluído na edição dos EUA) contendo vários livros por volume, por Victor Gollancz no Reino Unido e pela White Wolf Publishingnos E.U.A. Várias tentativas incompletas de fazer um filme de Elric foram feitas. The Mythology Company tem um projeto de filme em mãos com roteiro de Glen Mazzara. Em fevereiro de 2019, a BBC Studios anunciou que havia garantido os direitos da série Runestaff de romances de fantasia, que apresenta Hawkmoon como seu herói.

## Música
Moorcock tem sua própria banda musical, que grava sob o nome de Michael Moorcock & The Deep Fix. The Deep Fix era a história do título de uma coleção de contos de Moorcock publicada sob o pseudônimo de James Colvin. As letras de várias músicas da banda tinham a sua obra literária como influência, sendo comum a referência de livros e personagens específicos.
Os álbuns lançados pela banda foram; New World Flair (1975), Roller Coaster Holiday (2004), The Entropy Tango & Gloriana Demo Sessions (2008), e Live at the Terminal Cafe (2019), em parceria com Martin Stone, embora o álbum tenha sido publicado após a morte de Stone.

### Hawkwind
Moorcock colaborou com a banda de rock britânica Hawkwind em diversas ocasiões, escrevendo as letras para as músicas The Black Corridor " e “Sonic Attack”, e os álbuns Warrior no Edge of Time e The Chronicle of the Black Sword são baseadas nos seus contos. Posteriormente ele fez uma pareceria com Robert Calvert, o ex-vocalista do Hawkwind nos álbuns Lucky Leif and the Longships e Hype.

### Blue Oyster Cult
Moorcock escreveu a letra de três músicas da banda americana Blue Öyster Cult: as músicas " Black Blade " e " Veteran of the Psychic Wars ", ambas fazendo referência ao seu personagem mais famoso, Elric) e " The Great Sun Jester ".

### Spirits Burning
Moorcock contribuiu com os vocais e gaita para os álbuns do Spirits Burning, An Alien Heat e The Hollow Lands . Assim como nos seus outros projetos musicais, a maioria das letras foi tirada ou baseada em textos seus,nesse caso a trilogia Os dançarinos no fim dos tempos.

## Obras
- A escuna que veio do gelo - no original The Ice Schooner (1962)
- Eis o homem - no original Behold the man (1969)

### ColeçãoKane of Old Mars
- A cidade da neblina verde - no original City of the beast (1965)
- O senhor das aranhas - no original Lord of the spiders
- Os senhores do fosso - no original Masters of the pit (1965)

### ColeçãoElric of Melniboné
- Elric: o príncipe dos dragões - no original Elric of Melnibone (1972)
- Elric: os mares do destino - no original The sailor on the seas of fate (1977)
- Elric: a fortaleza da Pérola - no original The Fortress of the Pearl (1989)